# Посольство России в Мали
Посольство России в Бамако — дипломатическое представительство Российской Федерации в столице Мали городе Бамако. Представляет интересы России в Мали и Нигере. В столице Нигера Ниамее расположено почётное консульство Российской Федерации в Республике Нигер.

## Дипломатические отношения
СССР признал независимость Мали 7 июля 1960 года, а дипломатические отношения между двумя государствами были установлены 14 октября 1960 года. После распада Федерации Мали, Модибо Кейта первый президент Мали, стремится к установлению более тесных связей с Советским Союзом. 16 января 1992 года, Мали признала Российскую Федерацию в качестве государства-преемника Советского Союза после последнего роспуска. Россия имеет посольство в городе Бамако, а Мали имеет посольство в Москве.

## Послы России в Мали и Нигере
- Павел Фёдорович Петровский (1992—1996)
- Евгений Николаевич Корендясов (1999—2000)
- Анатолий Иванович Клименко (2000—2005)
- Анатолий Павлович Смирнов (2005—2010)
- Алексей Гайкович Дульян (2010—2019)
- Игорь Анатольевич Громыко (2019—наст.вр.)